# دانیکا یاروش
دانیکا یاروش (به انگلیسی: Danika Yarosh) یک بازیگر و رقاص آمریکایی است که بیشتر برای ایفای نقش مالینا بنت در سریال قهرمان‌ها: تولد دوباره شهرت دارد.

## خانواده
دانیکا یاروش، دومین فرزند از بین چهار فرزند است. خواهر بزرگتر او آماندا «مانی» یاروشدر فیلم علمی-تخیلی پروژه سالنامه نقش اینگرید را ایفا کرد.
همچنین برادر او، پیتر یاروش در فیلم کوتاه حقه دایتر حضور داشت.

## فیلم‌ها
- ۳۰ راک در نقش دختر مدرسه ای قسمت: "TGS Hates Women"
- بی شرم در نقش هالی هرکیمر (۱۱ قسمت)
- پاکسازی در نقش کلن استوارت (نقش دوره ای)
- جک‌ریچر ۲ در نقش سامانتا داتون
- قهرمان‌ها: تولد دوباره در نقش مالینا بنت (۱۳ قسمت - نقش اصلی)
- قانون و نظم: واحد قربانیان ویژه در نقش آریل تورنهیل/نیکول گوشگاریان (۳ قسمت)
- همسران استپفورد در نقش بچه ای در شهر
- فصل معجزه در نقش کارولین فاوند
- جاده فرعی در نقش اشلی
- رنگ زمان در نقش ایرن

## دیگر حقایق
- نام «دانیکا» ریشه اسلاوی دارد و به معنای «ستاره صبحگاهی» است.
- وی را در خانه، «دانی ان» نیز صدا می‌کنند.
- دانیکا به رقصیدن، طبل نوازی، ویولن، هاکی روی چمن و لاکراس نیز علاقه دارد.